# Николо-Чудца
Николо-Чудца — опустевшее село в Буйском районе Костромской области. Входит в состав Центрального сельского поселения

## География
Находится в северо-западной части Костромской области на расстоянии приблизительно 39 км на север по прямой от города Буй, административного центра района на левом берегу реки Кострома.

## История
Известно, что в 1808 году здесь была построена Николаевская каменная церковь. В 1872 году здесь было отмечено 6 дворов, в 1907 году — 7.

## Население
Постоянное население составляло 26 человек (1872 год), 22 (1897), 33 (1907), 0 как в 2002 году, так и в 2022.